# 白鳥塚古墳 (鈴鹿市)

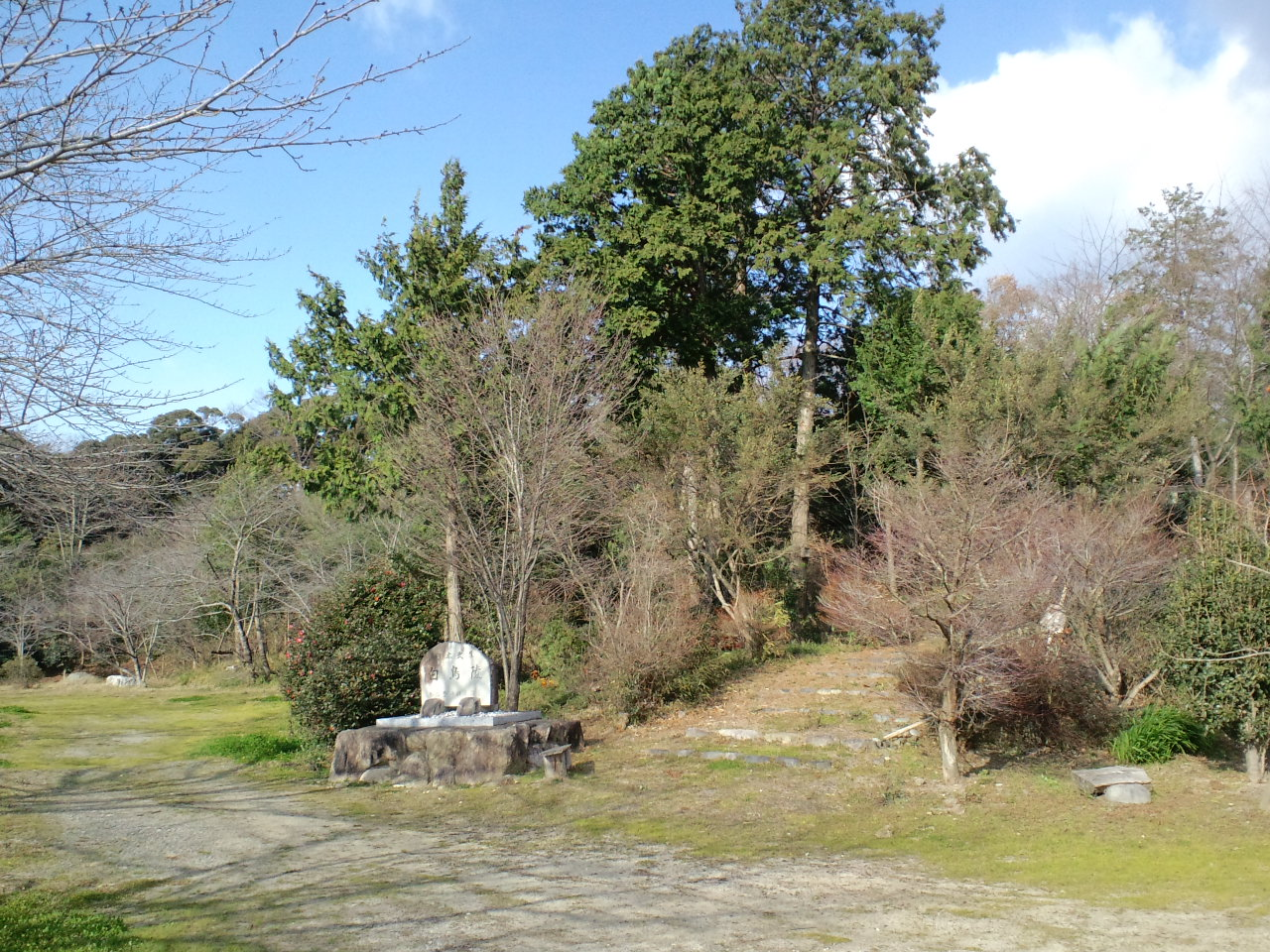
参道入口

白鳥塚古墳（しらとりづかこふん）は、三重県鈴鹿市にある、7基から成る白鳥塚古墳群の主墳。
正式名称は白鳥塚古墳1号墳で、三重県下最大の帆立貝式古墳である。

## 概要
ヤマトタケルの白鳥伝説から、白鳥塚と呼ばれた。異名に、ヒヨドリ塚、茶臼山、丸山など。
本居宣長や平田篤胤ら江戸時代後期の国学者の多くが、白鳥塚を古事記にあるヤマトタケルの能褒野（のぼの）陵墓として最有力視した。
明治9年（1876年）教部省は白鳥塚をヤマトタケル陵墓と治定したが、明治12年（1879年）に宮内省はそれを覆し、丁子塚（現在の亀山市）を治定した。以後、丁子塚がヤマトタケル陵墓（能褒野王塚古墳）とされた。
平成16年（2004年）から17年（2005年）にかけての学術調査で、古来円墳とされていた形状が、帆立貝式古墳であることが確認された。

## 構造
- 墳長78メートル
- 後円部墳径67メートル、墳丘高9メートル
- 前方部墳長16.4メートル、幅27メートル
- 最下部に基壇を設け、その上の墳丘は2段構造となっている。
- 型式から、5世紀前半に築造されたとみられる。

## 副葬品
中世以降の戦乱による荒廃もあり、平成16年から17年にかけての学実調査で複数の円筒埴輪が出土しているのみである。
明治初期、石室が出土したと伝わるが、確認されていない。

## 所在地
- 三重県鈴鹿市上田町

## 交通アクセス
- JR関西本線 加佐登駅下車、徒歩で約30分。

## 周辺情報
- 加佐登神社 - ヤマトタケルノミコトを祭神とする。